# Allan Carr

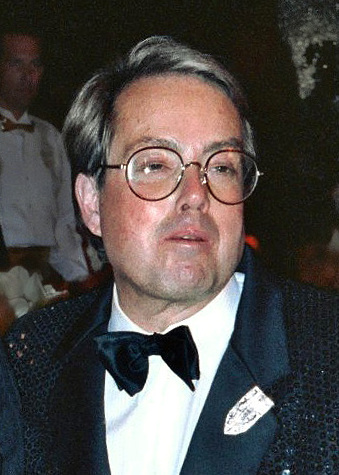
Allan Carr, 1989

Allan Carr (* 27. Mai 1937 in Chicago, Illinois; † 29. Juni 1999 in Beverly Hills, Kalifornien) war ein US-amerikanischer Film- und Theaterproduzent.

## Leben
Carr besuchte das Lake Forest College und studierte an der Northwestern University. Als Filmproduzent wurde er bekannt mit den Filmen Grease und Grease 2.
Für Can’t stop the Music, an dem er als Produzent und Drehbuchautor tätig war, wurde erhielt er 1981 in zwei Kategorien die Goldene Himbeere.
1989 war er Produzent der 61. Oscarverleihung.

## Filmografie (Auswahl)
Als Produzent:
- 1969: The First Time
- 1970: Höllenengel und Company (C.C. and Company)
- 1978: Grease
- 1980: Supersound und flotte Sprüche (Can’t Stop the Music)
- 1982: Grease 2
- 1984: Beach Parties (Where the Boys Are ‘84)
- 1984: Ein tödliches Spiel (Cloak & Dagger)

## Preise und Auszeichnungen (Auswahl)
- Tony Award
- People’s Choice Awards
- Goldene Himbeere